# Major Parkinson
Major Parkinson ist eine norwegische Musikgruppe, die sich dem Alternative Rock oder Progressive Rock zuordnen lässt.

## Geschichte
Major Parkinson wurde 2003 von Jon Ivar Kollbotn, Eivind Gammersvik, André Lund und Jan Are Rønhovde gegründet. Noch im selben Jahr gewannen sie verschiedene Preise in ihrer Heimatstadt Bergen.
Produzentin Sylvia Massy (System of a Down, Tool, Johnny Cash, Red Hot Chili Peppers) entdeckte Major Parkinson 2006 auf Myspace. In Los Angeles nahmen sie gemeinsam das selbstbetitelte Debütalbum in den RadioStar Studios auf, welches 2008 veröffentlicht wurde und in den einheimischen Medien gute Kritiken bekam.
Zwei Jahre später folgte das weitgehend selbst produzierte Album Songs from a Solitary Home. Daran schloss eine ausgedehnte Tour an, die die Norweger auch nach Deutschland führte. Anfang 2014 erschien das dritte Album Twilight Cinema, das teilweise durch ein Crowdfundingprojekt finanziert wurde und für das eine Single bereits im Herbst 2013 ausgekoppelt wurde. Parallel startete die Release-Tour. Nach der Veröffentlichung verließen beide Gitarristen, darunter Gründungsmitglied André Lund, sowie der Schlagzeuger die Band. 
Mit neuer Besetzung erschien im Oktober 2016 eine Single als Vorgeschmack auf ein neues Album. Dieses erschien im September 2017 und wurde erneut über ein Crowdfundingprojekt teilfinanziert.

## Diskografie
- 2004: Major Parkinson (EP)
- 2008: Major Parkinson
- 2010: Songs from a Solitary Home
- 2013: Euthanasia Roller Coaster (Single)
- 2014: Twilight Cinema
- 2015: Major Parkinson/Songs from a Solitary Home/Twilight (3LP+CD-Box)
- 2015: Live at Ricks (Live, nur Download)
- 2016: Pretty Eyes, Pretty Eyes (Single)
- 2016: Madeleine Crumbles (Single)
- 2017: Blackbox
- 2020: Jonah (Single)
- 2020: Solitary Home - The Hollywood Tapes (Single)
- 2022: A Night at the Library (Live)
- 2022: Valesa